# Култура Сунчитуйок
Културата Сунчитуйок (на испански: Cultura Sunchituyoc) е археологическа култура, съществувала през периода 700 – 900 г. сл. Хр. в централните равнине на територията на съвременната аржентинска провинция Сантяго дел Естеро.
Представителите и се препитават с лов, риболов, събиране на плодове и селско стопанство. Характерна е красивата шлифована керамика и урни, оцветени в червеникави и жълтеникави тонове и украсени с изображения на птици с човешки облик, кондори, папагали с остри клюнове и змии.